# Мальков, Дмитрий Кузьмич
Дми́трий Кузьми́ч Малько́в (8 ноября 1904, Нолинский уезд, Вятская губерния — 25 февраля 1990, Москва) — советский военачальник, генерал-лейтенант (8.08.1955). Герой Советского Союза (15.01.1944).

## Молодость и довоенная служба
Дмитрий Кузьмич Мальков родился 8 ноября 1904 года в деревне Лаврухино в крестьянской семье.
Окончил школу и педагогический техникум в городе Советск Вятской губернии в 1925 году. С 1925 года работал учителем сельской школы деревни Соловьи Нолинского уезда, с июля 1927 года — плотником в коммунальном отделе горисполкома Свердловска.
В декабре 1927 года был призван в Красную Армию. В 1928 году окончил команду одногодичников 170-го стрелкового полка, продолжил службу старшиной роты в этом полку. В сентябре 1929 года направлен на учёбу, в 1930 году окончил пехотные курсы при Киевской Объединённой школе подготовки командиров РККА имени С. С. Каменева. С июня 1930 года служил в 297-м стрелковом полку 99-й стрелковой дивизии Украинского военного округа (Умань): командир взвода, помощник командира роты, командир пулемётной роты, начальник штаба батальона, помощник начальника штаба полка. С октября 1938 по июнь 1940 года служил в 58-й стрелковой дивизии Киевского Особого военного округа: командир батальона 335-го стрелкового полка (Первомайск), с сентября 1939 командир 81-го отдельного разведывательного батальона этой дивизии (Черкассы). В сентябре 1939 году принимал участие в походе советских войск в Западную Украину. 
В июле 1941 года окончил краткосрочный курс Военной академии РККА имени М. В. Фрунзе. В 1940 году вступил в ВКП(б).

## Великая Отечественная война
В июле 1941 года назначен начальником оперативного отделения штаба 260-й стрелковой дивизии (г. Кимры). Принимал участие в боях Великой Отечественной войны с августа 1941 года, когда дивизия прибыла в состав 50-й армии Брянского фронта. Участвовал в Рославльско-Новозыбковской наступательной операции в сентябре 1941 года. В начале Московской битвы, в ходе Орловско-Брянской операции, дивизия попала в окружение под Брянском, но вместе с основными силами 50-й армии с боем прорвалась из него в октябре 1941 года. В этих боях майор Д. С. Мальков стал начальником штаба дивизии. После прорыва из-за больших потерь дивизия была расформирована.
С ноября 1941 года — начальник штаба 258-й стрелковой дивизии 50-й армии, отличился в Тульской оборонительной, Тульской наступательной и Калужской наступательной операциях. За отличия в этих боях приказом народного комиссара обороны СССР от 5 января 1942 года дивизии было присвоено гвардейское звание и она была преобразована в 12-ю гвардейскую стрелковую дивизию. В её рядах Дмитрий Мальков прошёл боевой путь до Победы. В Ржевско-Вяземской наступательной операции 1942 года дивизия сражалась в составе 49-й, 10-й, 16-й армий Западного фронта. С июня 1942 года входила в состав 61-й армии Брянского фронта, удерживая участок фронта в районе города Белев.
С 10 июля 1943 года — командир 12-й гвардейской стрелковой дивизии. Руководил действиями дивизии в Курской битве, в Орловской наступательной операции.
Командир 12-й гвардейской стрелковой дивизии (9-й гвардейский стрелковый корпус, 61-я армия, Центральный фронт) гвардии полковник Д. К. Мальков проявил исключительное мужество и талант командира в ходе Черниговско-Припятской наступательной операция битвы за Днепр. Дивизия с ходу форсировала 22 сентября реку Десна и освободила село Любеч (Репкинский район, Черниговская область). Не снижая темпов наступления, 27 сентября дивизия вышла к Днепру, который форсировала 29 сентября, овладев плацдармом и отразив контратаки врага. В ходе этих боёв комдив Д. К. Мальков проявил личную отвагу и храбрость. Плацдарм был удержан и расширен.
Указом Президиума Верховного Совета СССР «О присвоении звания Героя Советского Союза генералам, офицерскому, сержантскому и рядовому составу Красной Армии» от 15 января 1944 года «за образцовое выполнение боевых заданий Командования по форсированию реки Днепр и проявленные при этом отвагу и геройство» гвардии полковнику Дмитрию Кузьмичу Малькову присвоено звание Героя Советского Союза с вручением ордена Ленина и медали «Золотая Звезда» (№ 1574).
В последующие годы войны командовал дивизией в Гомельско-Речицкой, Калинковичско-Мозырской, Белорусской, Прибалтийской, Висло-Одерской, Восточно-Померанской, Берлинской наступательных операциях. За новые подвиги дивизия была награждена орденом Суворова 2-й степени (31 октября 1944 года), а её командиру присвоено воинское звание генерал-майор (11 июля 1945 года).

## Послевоенная биография
С окончанием войны генерал Мальков продолжил службу в Вооружённых Силах СССР. С июля 1945 года находился в распоряжении Военного совета Группы советских оккупационных войск в Германии, в январе 1946 года направлен на учёбу. В 1948 году окончил Высшую военную академию имени К. Е. Ворошилова, оставлен в ней и служил старшим преподавателем. С мая 1951 года — начальник Ставропольского военного суворовского училища, с августа 1953 года — начальник Минского суворовского военного училища. С июля 1954 года — командир 41-го стрелкового корпуса (Белорусский военный округ), с мая 1956 — помощник командующего войсками Белорусского военного округа по военно-учебным заведениям, с ноября 1956 — начальник управления военно-учебных заведений Сухопутных войск Главного управления боевой подготовки Министерства обороны СССР. В октябре 1960 году генерал-лейтенант Дмитрий Кузьмич Мальков уволен в запас.

Могила Д. К. Малькова на Кунцевском кладбище Москвы.

Жил в Москве. Работал в аппарате ДОСААФ. Автор нескольких книг мемуаров. Умер 25 февраля 1990 года. Похоронен на Кунцевском кладбище (участок 12).

## Награды
- Медаль «Золотая Звезда» Героя Советского Союза (15.01.1944);
- два ордена Ленина (15.01.1944; 21.08.1953);
- два орденами Красного Знамени (23.07.1943; 24.06.1948);
- орден Суворова 2-й степени (29.05.1945);
- орден Кутузова 2-й степени (23.08.1944);
- орден Отечественной войны 1-й степени (11.03.1985);
- два ордена Красной Звезды (12.04.1942; 3.11.1944);
- Медаль «За оборону Москвы»;
- Медаль «За взятие Берлина»;
- Медаль «За освобождение Варшавы»;
- другие медали.

Иностранные награды
- Кавалер рыцарского ордена «Виртути Милитари» 5-й степени (ПНР) (24.04.1946)
- Медаль «За Варшаву 1939—1945» (ПНР)
- Медаль «За Одер, Нейсе, Балтику» (ПНР)

## Воинские звания
- старший лейтенант (17.02.1936);
- капитан (28.02.1939);
- майор (26.07.1940);
- подполковник (15.01.1942);
- полковник (14.05.1942);
- генерал-майор (11.07.1945);
- генерал-лейтенант (08.08.1955).

## Память
- Почётный гражданин города Болхов.[4]
- В Ставрополе на здании бывшего Суворовского военного училища, ныне являющегося филиалом Ростовского военного института ракетных войск, установлена мемориальная доска.
- В городе Советск (Кировская область) в честь Малькова названы улица и площадь.

## Сочинения
- Подвиг за подвигом. — М.: Издательство ДОСААФ, 1969.
- Сквозь дым и пламя. — 2-е изд., доп. — М.: Воениздат, 1970.
- Днепр — река героев. — М.: Издательство ДОСААФ, 1973.
- От Пинска до Бреста. // В сб.: Буг в огне. — Минск: Беларусь, 1965. — С.485—493.

## Комментарии
1. ↑  Деревня Лаврухино, относившаяся к Больше-Ситьминской, затем — Александровской волости Нолинского уезда Вятской губернии, в последующем входила в состав Обуховского, Александровского сельсовета Советского района Кировской области; упразднена 30.12.1986[1].